# Stuttgart 21

Kaart van het Stuttgart 21-project.

Stuttgart 21 is een spoorweg- en stadsontwikkelingsproject in Stuttgart, Duitsland, in aanbouw vanaf 2010 en waarvan de belangrijkste infrastructuur gepland in december 2026 opent. De kern is een vernieuwd Stuttgart Hauptbahnhof, te midden van zo'n 57 kilometer aan nieuwe spoorwegen, waaronder zo'n 30 kilometer aan tunnels en 25 kilometer aan hogesnelheidslijnen. Het project maakt deel uit van de nieuwe en verbeterde spoorlijn Stuttgart-Augsburg en de hoofdlijn voor Europa (Parijs - Wenen) in het kader van de trans-Europese netwerken.
Het project werd officieel aangekondigd in april 1994. De bouwwerkzaamheden begonnen op 2 februari 2010. In maart 2013 werden de totale kosten officieel geschat op € 6,5 miljard, de vorige schatting bedroeg € 4,5 miljard in 2009. In maart 2022 schatte Deutsche Bahn de totale kosten op € 9,15 miljard. Er volgde een verhit debat over allerlei kwesties, waaronder de relatieve kosten en baten, geologische en ecologische problemen.
In 2019 werd verwacht dat de werkzaamheden in december 2025 zouden starten, vertraagd ten opzichte van de initiële schatting van 2019 (gemaakt in 2010). In 2024 werd de openingsdatum voor de belangrijkste elementen van het project opnieuw uitgesteld tot december 2026.

## Concept

Hoofdbaanindeling van het toekomstige centraal station van Stuttgart

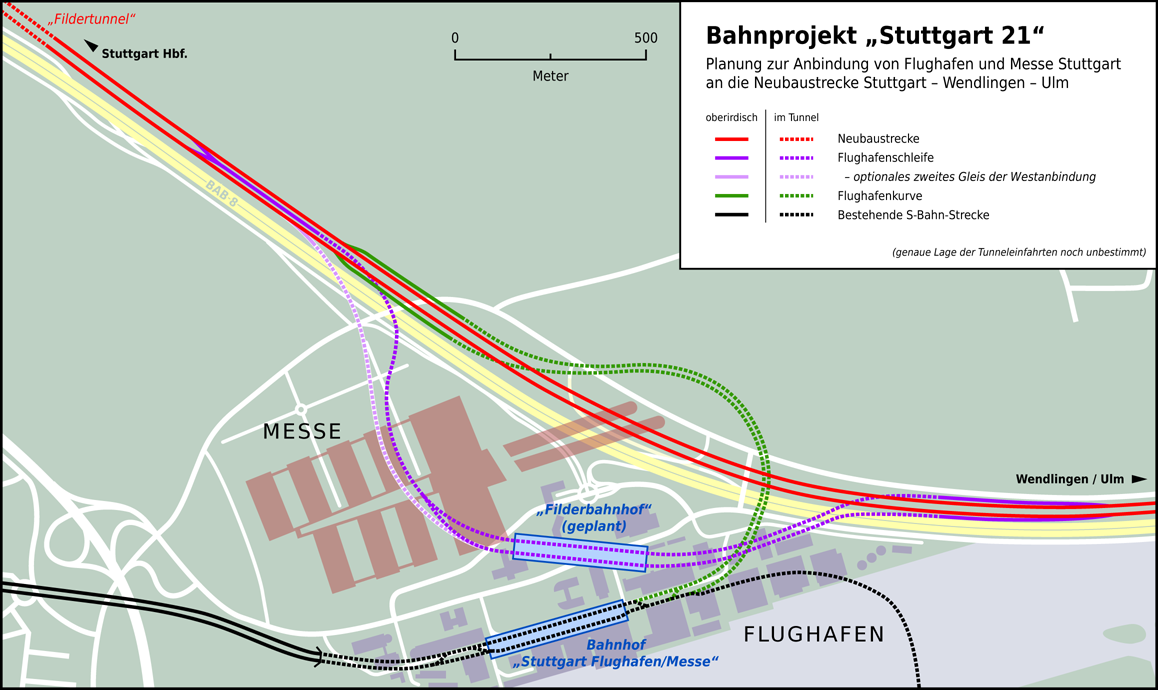
Luchthaven en beursterrein van Stuttgart. Zowel het bestaande als een nieuw station zullen worden verbonden met de hogesnelheidslijn Stuttgart-Wendlingen (rood).

Bouwplaats voor het nieuwe metrostation (april 2022)

Het concept probeert hogesnelheidsverbindingen van Stuttgart naar andere steden te combineren met de verbetering van de lokale infrastructuur en vervanging van het huidige eindstation. Het huidige 17-sporenstation wordt vervangen door een ondergronds 8-sporig doorgangsstation dat momenteel in aanbouw is. Deze nieuwe sporen liggen haaks op de huidige.
Delen van het historische Bonatzbau- gebouw, de perrons en toegangssporen zullen worden gesloopt en de grond zal worden verkocht voor stedelijke ontwikkeling.
De plannen omvatten nieuwe bovengrondse en metrolijnen die het station in de omsloten centrale vallei van Stuttgart verbinden met bestaande lijnen. De hogesnelheidslijn Stuttgart-Wendlingen die door een nieuwe tunnel loopt, de Fildertunnel, zou het vervangende Hauptbahnhof verbinden met een nieuw Filderstation (Filderbahnhof), dat de luchthaven, de Messe (handelsbeurs) en de wijk Filderstadt bedient. De lijn zou dan aansluiten op de nieuwe hogesnelheidslijn Wendlingen - Ulm, die eind 2022 werd geopend. Het rangeerstation zou worden verplaatst naar het gebied van het station van Untertürkheim om land vrij te maken voor herontwikkeling.
Op 2 april 2009 ondertekende de premier van Baden-Württemberg, Günther Oettinger, de financieringsovereenkomst met de Duitse minister van Transport, Wolfgang Tiefensee en bestuurslid Stefan Garber van Deutsche Bahn. 
DB ProjektBau, een dochter van DB, heeft het project namens DB Netze en DB Station &amp; Service gepland en is de promotor van het goedkeuringsproces voor de ontwikkeling.

## Debat en oppositie
Al sinds halverwege de jaren tachtig, toen het idee van een doorgangsstation voor langeafstandstreinen – die onder het bestaande station doorrijden – voor het eerst werd voorgesteld, is het project controversieel onder politici en de lokale bevolking.

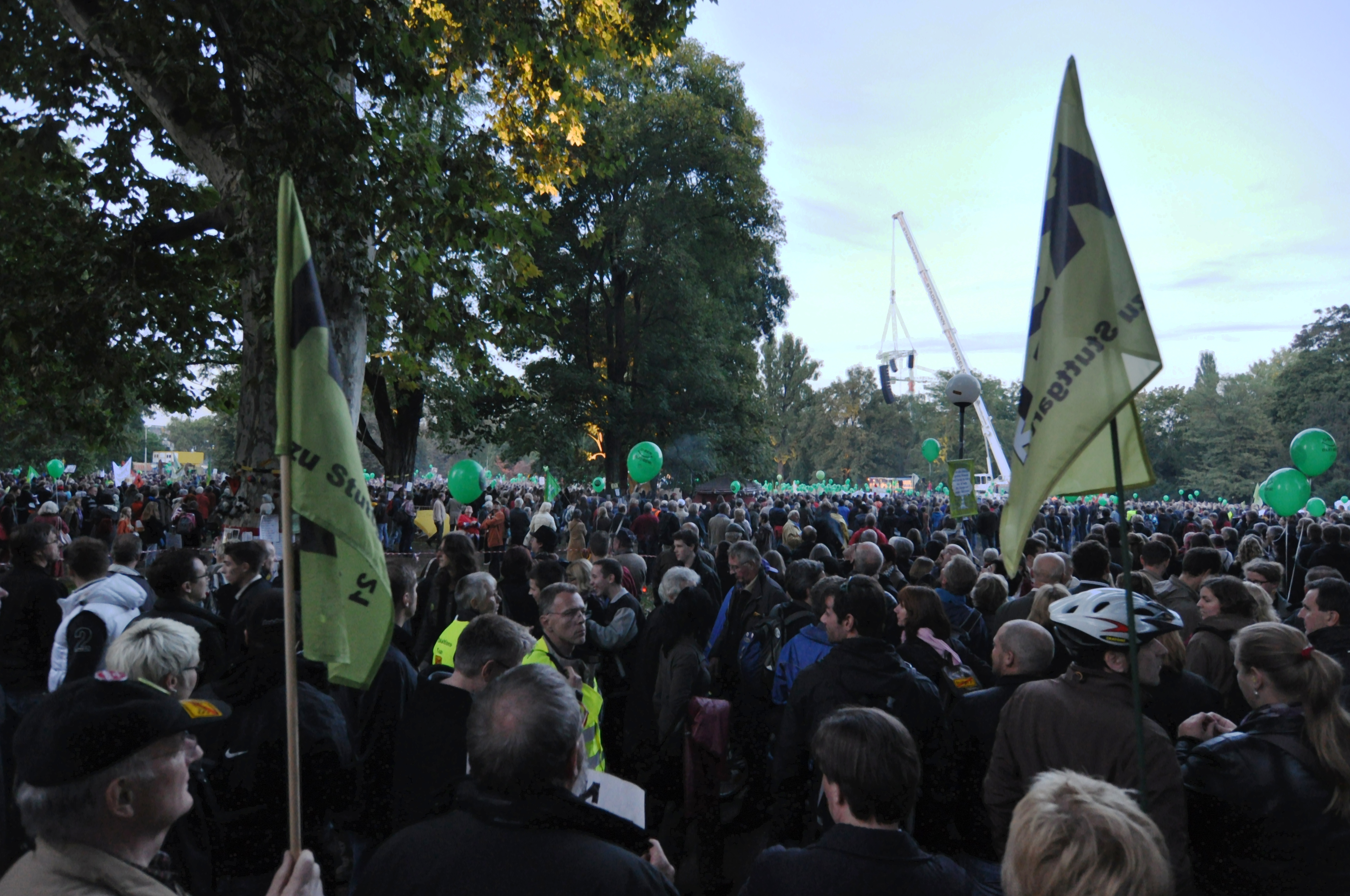
Op 1 oktober 2010 demonstreerden ruim 50.000 mensen tegen Stuttgart 21.

Symbool van het protest tegen Stuttgart 21

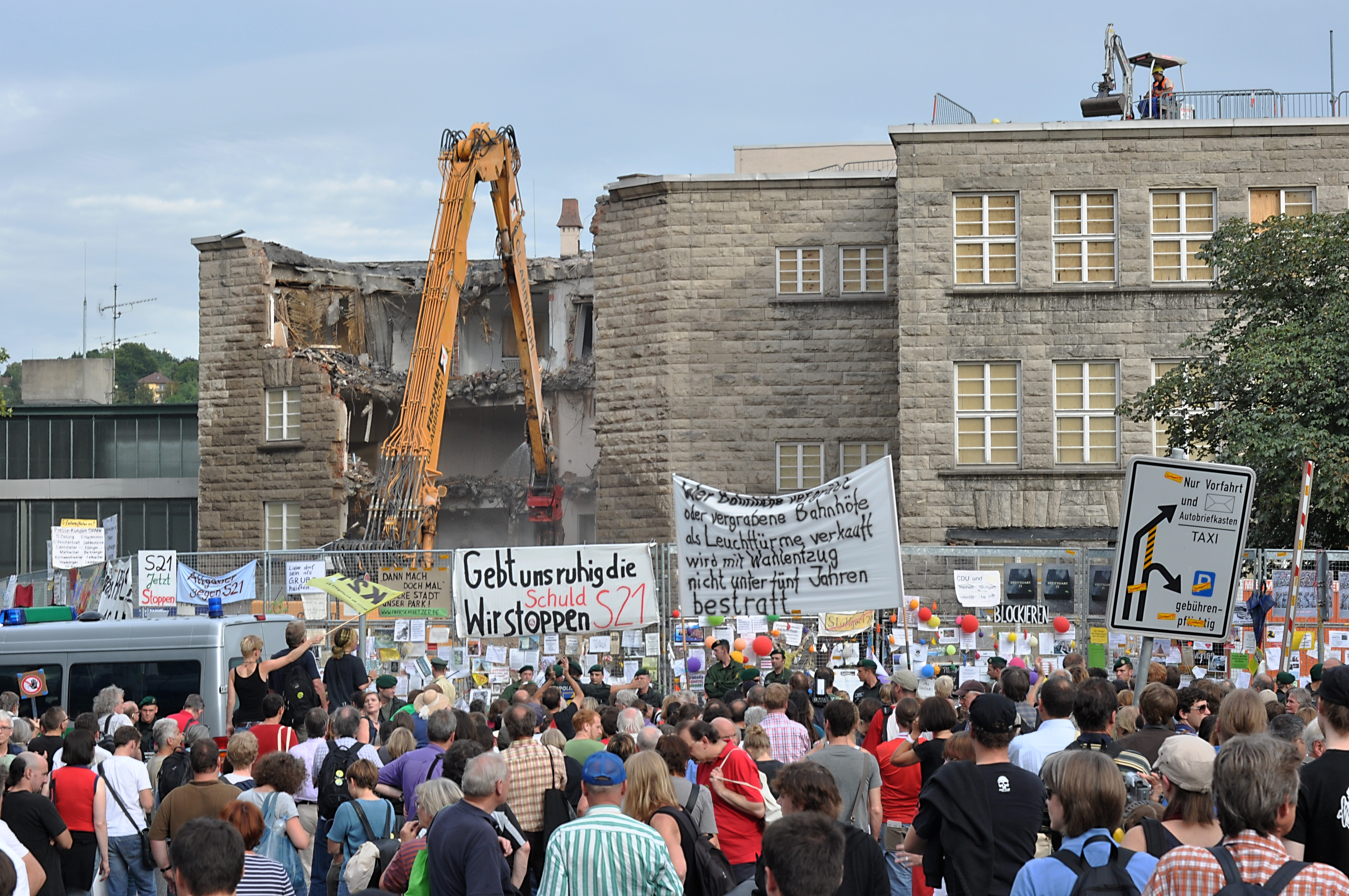
Sloopwerkzaamheden en protestdemonstratie aan de noordvleugel van het Hauptbahnhof van Stuttgart, 26 augustus 2010

Sinds eind 2006 zijn er onderhandelingen gaande tussen DB, de federale regering, de regering van Baden-Württemberg en de stad Stuttgart over het delen van de kosten van het project. Op 28 juni 2007 werd een conferentie op hoog niveau gehouden, maar er kon geen overeenstemming worden bereikt over de verdeling van de bouwkostenrisico's.
Op 19 juli 2007 werd door de federale regering, de deelstaat Baden-Württemberg en DB aangekondigd dat het project was goedgekeurd. De bronnen voor de financiering zijn: DB (€ 1.115 miljoen), de deelstaat Baden-Württemberg (€ 685 miljoen) en de federale overheid (€ 500 miljoen). De overeenkomst voorzag ook in mogelijke verhogingen van maximaal € 1 miljard, waarbij Baden-Württemberg ermee instemde om tot € 780 miljoen te financieren en DB ermee instemde om tot € 220 miljoen te financieren. Volgens de verklaring zou er ook € 2 miljard worden geïnvesteerd in de spoorlijn naar Ulm, met een totaal budget van € 4,8 miljard.
Kort nadat de financieringsovereenkomst was aangekondigd, waren de politieke tegenstanders van burgemeester Wolfgang Schuster er snel bij om de hem te bekritiseren, omdat hij was teruggekomen op een belofte die hij tijdens de burgemeestersverkiezingen van 2004 had gedaan - namelijk dat hij de bevolking van Stuttgart zou laten beslissen over het lot van Stuttgart 21 als de meerkosten van het project meer dan € 200 miljoen bedroegen. 
In oktober 2007 werden een petitie en openbare demonstraties gestart, gesponsord door particulieren met de steun van Bündnis 90/Die Grünen en een aantal burger- en milieuorganisaties. Het doel was 20.000 handtekeningen te verzamelen en zo politici te dwingen de kwestie voor te leggen aan een lokaal referendum. De petitie kreeg 67.000 handtekeningen maar er ontstond politieke ruzie over de vraag of de kwestie überhaupt door een lokaal referendum kon worden beslist. Juristen beweerden dat, aangezien het project niet uitsluitend uit de schatkist van Stuttgart werd gefinancierd, het niet aan de stad Stuttgart was om de uiteindelijke beslissing te nemen.
Op 11 oktober 2008 demonstreerden ongeveer 4.000 inwoners van Stuttgart tegen de sloop van de noordvleugel van het Hauptbahnhof. Sinds de herfst van 2009 waren er wekelijks demonstraties op maandagavond. Op 1 oktober 2010 vond het grootste protest plaats: naar schatting 100.000 mensen namen deel aan de demonstratie tegen het project.

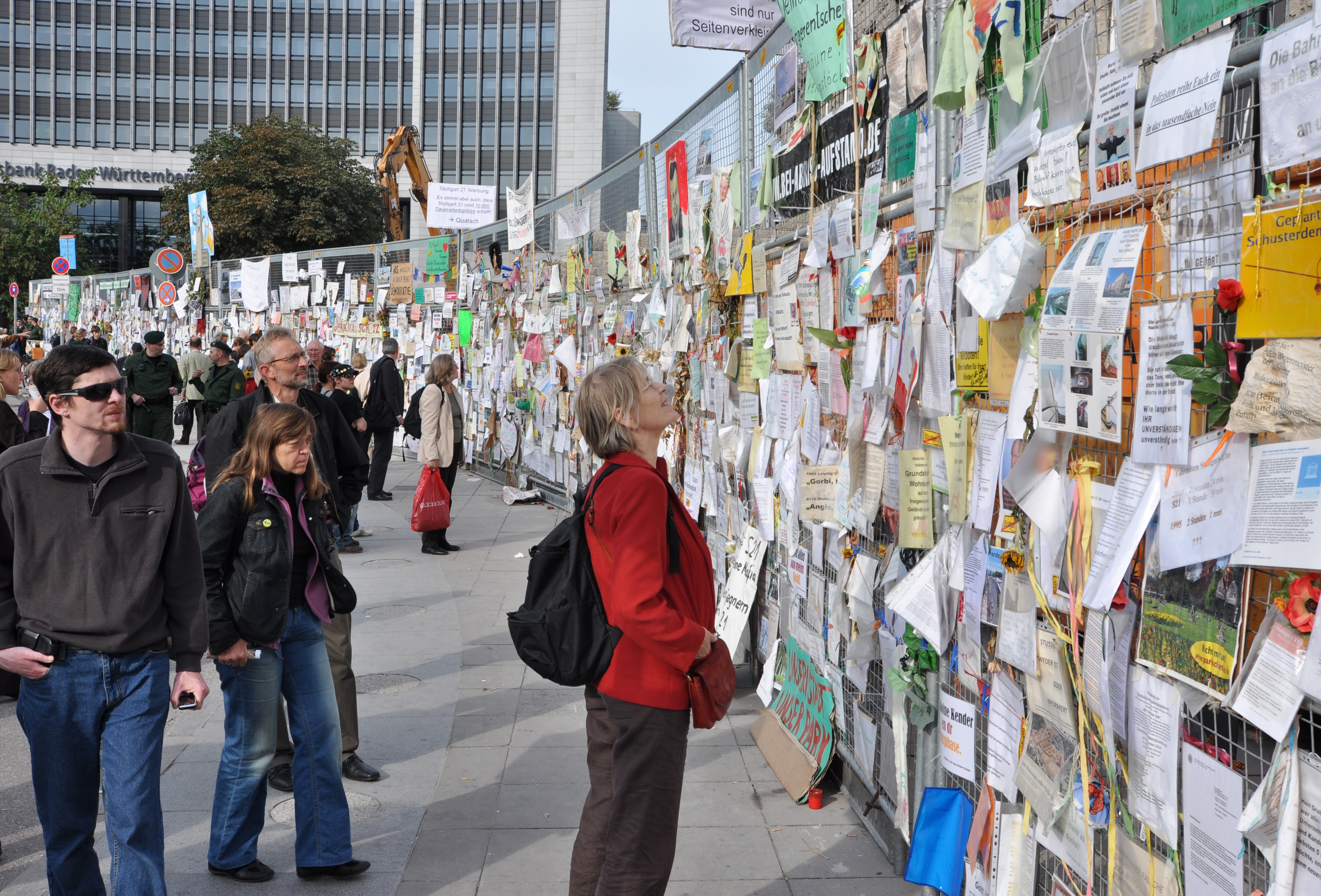
Protestuitingen op het hek tijdens sloopwerkzaamheden

De protesten werden onder meer georganiseerd door een grassrootsinitiatief, Leben in Stuttgart, de lokale afdeling van de Duitse Groene Partij en de milieuorganisatie Bund für Umwelt und Naturschutz Deutschland. Ze stelden een renovatie van het huidige treinstation voor, inclusief de aanleg van enkele nieuwe spoorwegen, maar met respect voor het culturele erfgoed van het eindpunt van het Hauptbahnhof en het natuurlijke erfgoed van het aangrenzende Schlossgarten (Paleispark). Dit park  van Nikolaus Friedrich von Thouret maakt deel uit van een geliefde groene ruimte die de binnenstad verbindt met de oevers van de rivier de Neckar. Gedurende de geschatte bouwtijd van minstens tien jaar zou het project de verbindingen met andere parkgebieden van de stad, gezamenlijk bekend als de Groene U, afsnijden vanwege hun U-vormige vorm. In november 2009 verklaarden leden van de International Council on Monuments and Sites dat het Hauptbahnhof een gebouw van uitzonderlijke kwaliteit was, waarvan de integriteit behouden moest blijven.

### "Zwarte Donderdag"
Sinds 2009 hebben er talloze protesten tegen het omstreden project plaatsgevonden. Op 30 september 2010 raakten honderden demonstranten gewond toen de politie waterkanonnen, pepperspray en wapenstokken tegen demonstranten gebruikte. Eén burger verloor permanent zijn gezichtsvermogen. Het evenement werd in de media algemeen "Zwarte Donderdag" genoemd. De politiechef van Stuttgart, die ter plaatse aanwezig was, werd vervolgens beschuldigd van en veroordeeld voor mishandeling.
Voorafgaand aan die escalatie citeerde Frei Otto, een van de architecten die verantwoordelijk was voor het project, een rapport uit 2003 waarin hij opriep tot stopzetting van het project, waarin hij zei dat de grond in het gebied te onstabiel is voor grootschalige ondergrondse werken. Sommige critici suggereren dat de kosten van het project zouden kunnen oplopen tot € 18,7 miljard.

## Referendum
Op 27 november 2011 werd een referendum gehouden om te beslissen of de deelstaat Baden-Württemberg de financiering van het project moest stopzetten. 58,8 procent van de uitgebrachte stemmen was tegen een dergelijke intrekking. Terwijl sommigen dit als bewijs beschouwen dat een meerderheid vóór het project is, wijzen anderen erop dat dit voor een deel te danken zou kunnen zijn aan twijfelachtige beweringen, bijvoorbeeld dat de kost van een terugtrekking aanzienlijk duurder zou zijn dan de kost van het voltooien van het project. Bovendien was de bewoording voor sommige kiezers misleidend (een 'ja'-stem voor het terugtrekken, en een 'nee' voor de uitvoering), hoewel de betekenis van 'ja' ' of 'nee' op het stembiljet wel werd uitgelegd. 

## Effecten op de politiek
Volgens de Duitse krant Die Welt veranderden de Groenen in juni 2009 het machtsevenwicht in de gemeenteraad als direct gevolg van hun ontevredenheid over het controversiële spoorproject Stuttgart 21. De overwinning markeerde de eerste meerderheid van de Groenen in een Duitse stad met meer dan 500.000 inwoners. Dit betekende een enorm verlies voor de CDU, die sinds 1972 onafgebroken een meerderheid van de zetels in Stuttgart had bezet.

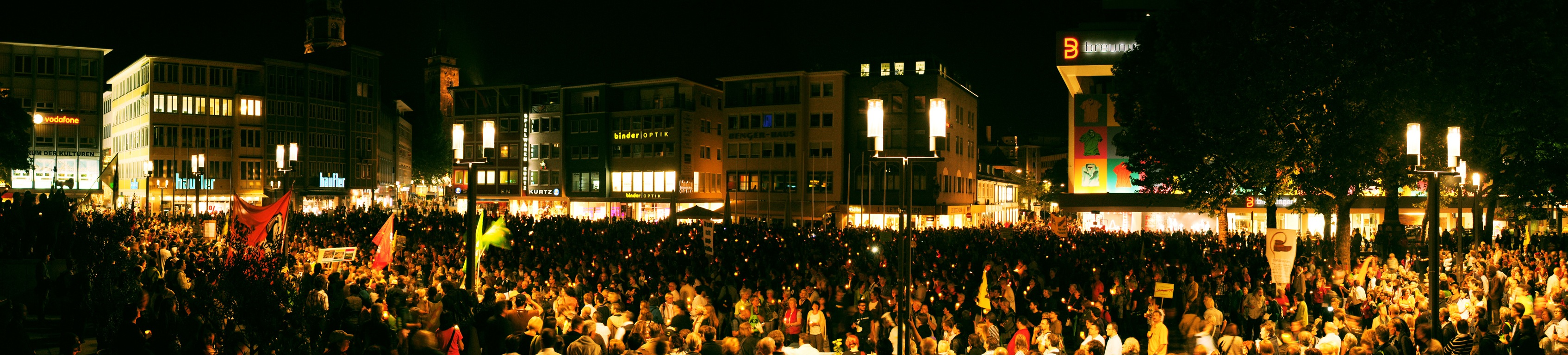
Stuttgart, 13 augustus 2010

Het Stuttgart 21-project was een belangrijk onderwerp bij de deelstaatverkiezingen van maart 2011. Terwijl de CDU opnieuw het grootste aantal zetels in de Landtag van Baden-Württemberg won, verloren zij en hun FDP-bondgenoten te veel zetels om de controle te behouden. In plaats daarvan begon de Groene partij een coalitieregering met de SPD. Bij de staatsverkiezingen in Baden-Württemberg van 2016 werden de Groenen de grootste partij en bij de staatsverkiezingen van 2021 in Baden-Württemberg wonnen ze opnieuw de meeste zetels.